# Junus Ghanuni

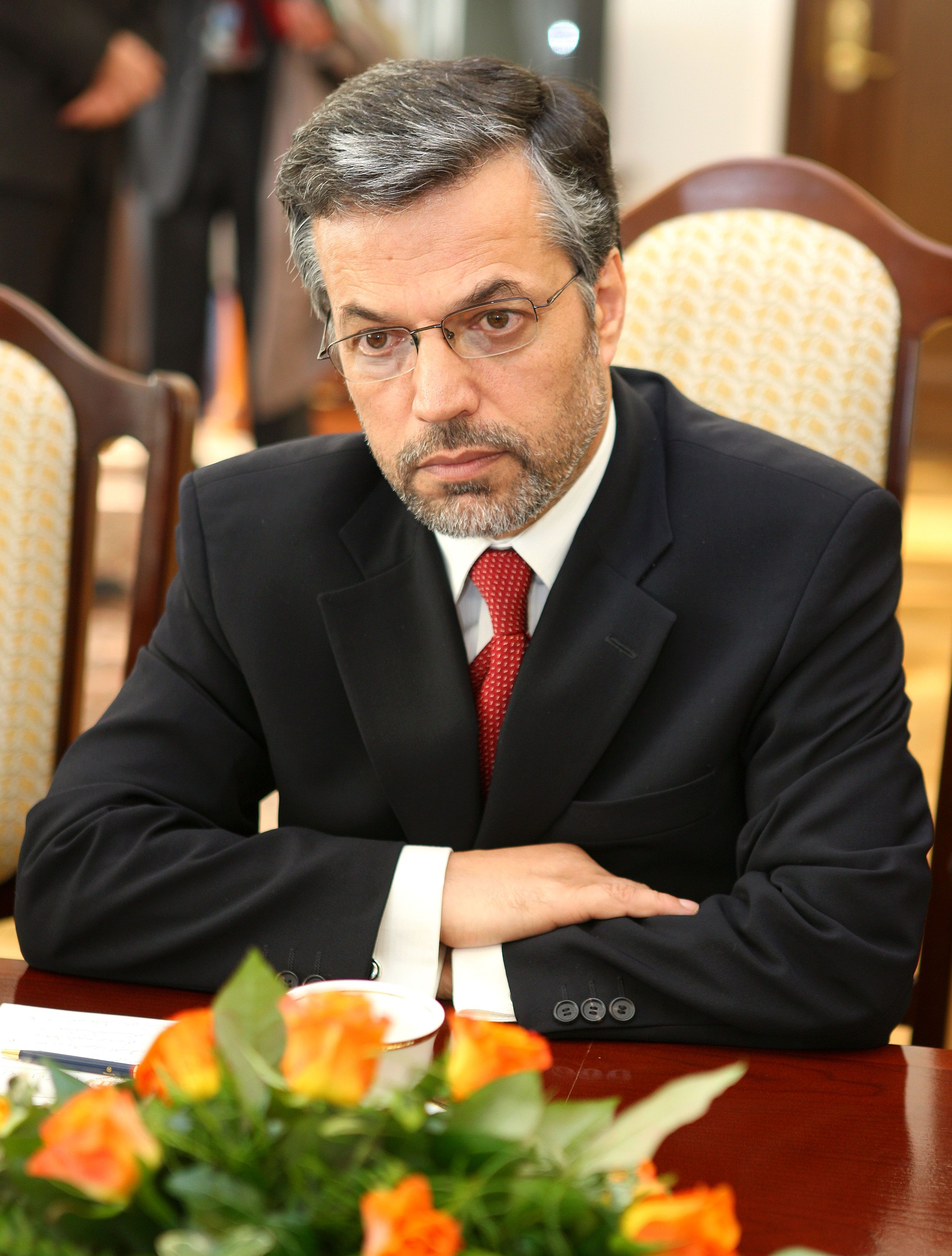
Junus Ghanuni (2008)

Junus Ghanuni (persisch يونس قانوني, weitere Schreibweisen Qanuni, Kanuni, Qanooni; * 1957 in Pandschschir) ist ein afghanischer Politiker und ehemaliger Präsident der Wolesi Dschirga, des Unterhauses im afghanischen Zwei-Kammern-Parlament. Ghanuni ist ethnischer Tadschike und stammt aus Rukha im Pandschschirtal im Nordosten Afghanistans.

## Zeit der sowjetischen Besatzung
Während der sowjetischen Besatzung zwischen 1979 und 1989 kämpfte Ghanuni als Mitglied der Dschamiat-e Eslami (Islamische Vereinigung) unter Ahmad Schah Massoud gegen die Rote Armee. Er war außerdem Verbindungsmann zwischen der Dschamiat-e Eslami und dem pakistanischen Geheimdienst ISI, der die Gruppe mit Geld, Waffen, Munition versorgte. 1987 wurde er von Massoud zum Sprecher des Kommandorates der Dschamiat-e Eslami ernannt. Diesen Posten hatte er bis zur jüngsten Zeit durchgehend inne.

## Afghanischer Bürgerkrieg
Nach dem Sturz der sowjetgestützten Regierung unter Präsident Mohammed Nadschibullah im Jahr 1992 bildeten die verschiedenen Mudschaheddin eine neue Regierung mit Burhanuddin Rabbani als neuem Präsidenten an der Spitze. Obwohl die Rivalität der Mudschaheddinparteien praktisch sofort in einen neuen Bürgerkrieg mündete, gehörte Ghanuni der Regierung durchgehend bis zur Eroberung Kabuls durch die Taliban am 27. September 1996 an. Er war anfangs stellvertretender Verteidigungsminister, löste später Massoud als Verteidigungsminister ab und wurde schließlich am 6. Juli 1995 Innenminister. Diesen Posten behielt er auch nach der Machtübernahme durch die Taliban in der "Regierung" der Nordallianz bei.
Nach der Eroberung Mazar-e Scharifs durch die Taliban im Jahr 1997 und der Zurückdrängung der verbleibenden Opposition auf etwa 10 % des afghanischen Territoriums im Nordosten des Landes, spielte Ghanuni eine wichtige Rolle bei der Schaffung der "Nationalen Islamischen Vereinigten Front zur Rettung Afghanistans", besser bekannt unter dem Namen "Nordallianz". In dieser Allianz sollten die verbleibenden Kräfte gegen die Taliban gebündelt werden.
Nach der Ermordung Ahmad Schah Massouds durch Mitglieder der Al-Qaida am 9. September 2001 führte er gemeinsam mit Abdullah Abdullah und Mohammed Fahim als Teil der "Tadschiken-Troika aus dem Pandschschirtal", wie sie oft betitelt wurde, die Nordallianz.

## Zeit nach dem 11. September 2001
Auf der Petersberger Konferenz bei Bonn trat er als Verhandlungsführer der Nordallianz, die nach dem Eingreifen einer US-geführten internationalen Koalition de facto Machthaber in ganz Afghanistan war, auf. Ghanuni selbst versuchte dort den Namen "Vereinigte Front" zu etablieren, da der Machtbereich der Nordallianz nicht länger auf die Gegend um das Pandschschirtal beschränkt sei.
Wie auch die übrigen Mitglieder der "Tadschiken-Troika" wurde Ghanuni Minister in der am 22. Dezember 2001 durch das Petersberger Abkommen eingesetzten Interimsverwaltung, er wurde Innenminister, ein Posten, den er damit in verschiedener Form seit 1995 innehatte. Am 19. Juni 2002 nahm Ghanuni in der Übergangsverwaltung das Amt des Erziehungsministers an. Den Posten des Innenministers hatte er zuvor an den Paschtunen Tadsch Mohammed Wardak abgetreten, da die Besetzung aller drei Schlüsselministerien durch die "Tadschiken-Troika" Proteste unter Vertretern anderer Volksgruppen, insbesondere den Paschtunen, hervorgerufen hatte.

### Präsidentschaftswahl 2004
Als sein früherer Verbündeter Fahim sich als Vizepräsidentenkandidat der Kampagne von Hamid Karzai anschloss, entschied sich Ghanuni, selbst bei der Präsidentschaftswahl am 9. Oktober 2004 zu kandidieren. Obwohl er formell als unabhängiger Kandidat antrat, wurde er unterstützt durch die durch Ahmad Wali Massoud, dem afghanischen Botschafter in Großbritannien und Bruder Ahmad Schah Massouds, im Mai 2002 gegründete Partei Hezb-e Nahzat-e Melli-ye Afghanistan (Partei der nationalen Bewegung Afghanistans). Ghanuni galt als der aussichtsreichste Konkurrent Karzais, blieb jedoch mit 16,3 % der abgegebenen Stimmen weit hinter Karzai (55,4 %) zurück. In seiner erst im gleichen Jahr gebildeten Heimatprovinz Pandschschir konnte er 95,1 % der Stimmen auf sich vereinigen.

### Parlamentswahl 2005
Im am 23. Dezember 2004 vereidigten neuen Kabinett des nun demokratisch gewählten Präsidenten Karzai erhielt Ghanuni keinen Posten mehr. Er verkündete die Gründung der Oppositionspartei Neues Afghanistan (Hezb-e Afghanistan-e Nawin) und trat für die Parlamentswahlen am 18. September 2005 an, bei denen er den zweiten Platz in der Provinz Kabul erreichte. Am 21. Dezember 2005 wurde er mit 122 zu 117 Stimmen gegen seinen Rivalen Rasul Sayyaf zum Präsidenten des afghanischen Unterhauses (Wolesi Dschirga) gewählt.

### Vizepräsidentschaft und High Peace Council
Nach dem Tod von Mohammed Fahim wurde Ghanuni zum Vizepräsidenten Afghanistans gewählt. Die Wahl im Parlament fand auf Vorschlag von Präsident Hamid Karzai statt. Nach der Präsidentschaftswahl in Afghanistan 2014 verließ er den Posten wieder. Im November 2015 wurde er Vorsitzender des High Peace Council. Dieses wurde im Zuge von Verhandlungen der Regierung mit den Taliban 2019 aufgelöst.
2019 trat er bei der Präsidentschaftskandidatur von Mohammad Hanif Atmar in dessen Team an.
Im Juli 2021 leitete Qanuni eine afghanische Delegation, die in Teheran mit den Taliban verhandelte. Im August 2021 war er Teil einer afghanischen Delegation, die im Zuge des Fall von Kabul mit dem pakistanischen Außenminister zusammentraf. Er rief dabei die Taliban dazu auf, eine inklusive Regierung zu bilden.